# Vahvajärvi (sjö i Urais, Mellersta Finland)
Vahvajärvi är en sjö i kommunen Urais i landskapet Mellersta Finland i Finland. Sjön ligger 175,1 meter över havet. Den är 9,1 meter djup. Arean är 94 hektar och strandlinjen är 13,11 kilometer lång. Sjön  ingår i Kymmene älvs huvudavrinningsområde.   Den ligger omkring 23 kilometer nordväst om Jyväskylä och omkring 250 kilometer norr om Helsingfors. 
I sjön finns ön Isosaari. 